# Leibstadt
Leibstadt (schweizertyska: Löipschled) är en ort och kommun i distriktet Zurzach i kantonen Aargau, Schweiz. Kommunen har 1 596 invånare (2023).
Kärnkraftverket Leibstadt ligger i kommunen, nere vid floden Rhen.